# Прапор Братиславського краю

Прапор Братиславського краю (співвідношення 2:3)

Прапор Братиславського краю, регіону Словаччини, що оточує національну столицю Братиславу, як і чотири з семи інших словацьких регіональних прапорів, складається з чотирьох кольорових областей, причому дві ліві є квадратними, а дві праві — вдвічі ширші за ліві, прямокутні. Кольори прапора Братиславського краю: жовтий (верхній ліворуч), синій (верхній праворуч і нижній ліворуч) і білий (нижній праворуч).
Кольори прапора походять від регіонального герба, який показує золотого оленя та срібне колесо над золотою рікою (символом Дунаю та Морави) на блакитному тлі.
Хоча ядром Братиславського регіону є місто Братислава, жодні елементи з прапора міста Братислави не були включені до регіонального прапора. На відміну від міського прапора, регіональний прапор також ледве помітний на міському пейзажі Братислави. Прапор прийнято 12 грудня 2001 року.